# وارطان زاکاریان
وارطان زاکاریان (ارمنی: Վարդան Զաքարյան) یک بوکسور ارمنی‌تبار اهل آلمان است. وی نماینده آلمان در مگس‌وزن (تا ۵۱ کیلوگرم) بازی‌های المپیک تابستانی ۲۰۰۰ بود که در دور نخست از ویجان پونلید شکست خورد.